# ليوبولد روس
ليوبولد روس (بالإنجليزية: Leopold Ross)‏ هو موسيقي ومنتج أسطوانات بريطاني، ولد في 23 أكتوبر 1980 في إنجلترا في المملكة المتحدة.

## وصلات خارجية
- ليوبولد روس على موقع IMDb (الإنجليزية)
- ليوبولد روس على موقع ميوزك برينز (الإنجليزية)
- ليوبولد روس على موقع ديسكوغز (الإنجليزية)
- ليوبولد روس على موقع قاعدة بيانات الفيلم (الإنجليزية)